# 森元恒雄

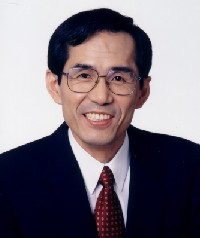
内閣府大臣政務官就任に際し公表された公式肖像写真

森元 恒雄（もりもと つねお、1947年6月17日 - ）は、日本の政治家、自治官僚。元自由民主党参議院議員。大阪府和泉市出身。

## 来歴
大阪府立三国丘高等学校、東京大学法学部卒業。1970年に自治省（現・総務省）に入省。財政局地方債課長、大臣官房企画室長、岐阜県副知事などを歴任。1999年8月14日に大臣官房総務審議官。2000年5月に退官。翌2001年の参議院議員選挙で比例区から自民党公認で立候補して当選。当選1回。2003年の第1次小泉2次改造内閣で内閣府大臣政務官に就任。次の第2次小泉内閣でも留任した。2007年の参議院議員選挙で落選した。
2008年に立教大学経済学部特任教授となり、2013年まで務めた。2017年11月3日付の秋の叙勲で旭日中綬章を受章。元全国たばこ販売政治連盟政治顧問。